# Tour de Lombardie 1991
La 85e édition du Tour de Lombardie a lieu le 19 octobre 1991. Remportée par l'Irlandais Sean Kelly, de l'équipe PDM-Concorde, elle est la douzième des treize épreuves de la Coupe du monde.

## Classement final
| Pos. | Cycliste         | Équipe                    | Temps           |
| ---- | ---------------- | ------------------------- | --------------- |
| 1    | Sean Kelly       | PDM-Concorde              | 6 h 10 min 38 s |
| 2    | Martial Gayant   | Toshiba                   | m.t.            |
| 3    | Franco Ballerini | Del Tongo-Rex             | + 35 s          |
| 4    | Bruno Cornillet  | Z-Peugeot                 | m.t.            |
| 5    | Rolf Sørensen    | Ariostea                  | + 2 min 9 s     |
| 6    | Alberto Volpi    | Chateau d'Ax-Gatorade     | m.t.            |
| 7    | Dante Rezze      | RMO                       | m.t.            |
| 8    | Laurent Jalabert | Toshiba                   | + 2 min 19 s    |
| 9    | Sammie Moreels   | Lotto-Super Club          | m.t.            |
| 10   | Marco Vitali     | Jolly Componibili-Club 88 | m.t.            |